# Museo dell'aviazione di Rimini
Il Parco Tematico & Museo dell'Aviazione di Rimini è un importante centro museale situato sulle prime colline dell'entroterra riminese inaugurato nel 1995.
Del Parco Tematico dell'Aviazione fanno parte: il Museo dell'Aviazione, il Museo dell'Aeromodellismo storico, il Centro Studi sulla Linea Gotica (Battaglia di Rimini) e l'Associazione Culturale “Sulle Ali della Storia”
Con la sua superficie espositiva di circa 100.000 m² e la sua collezione di oltre 50 velivoli originali, mezzi contraerei e corazzati, modelli volanti in scala, divise e tute da volo, documenti, decorazioni e medaglie, è la più grande struttura di questo genere in Italia.
Il 24 febbraio 2010 ha ottenuto dalla Regione Emilia-Romagna il riconoscimento di Museo di Qualità.

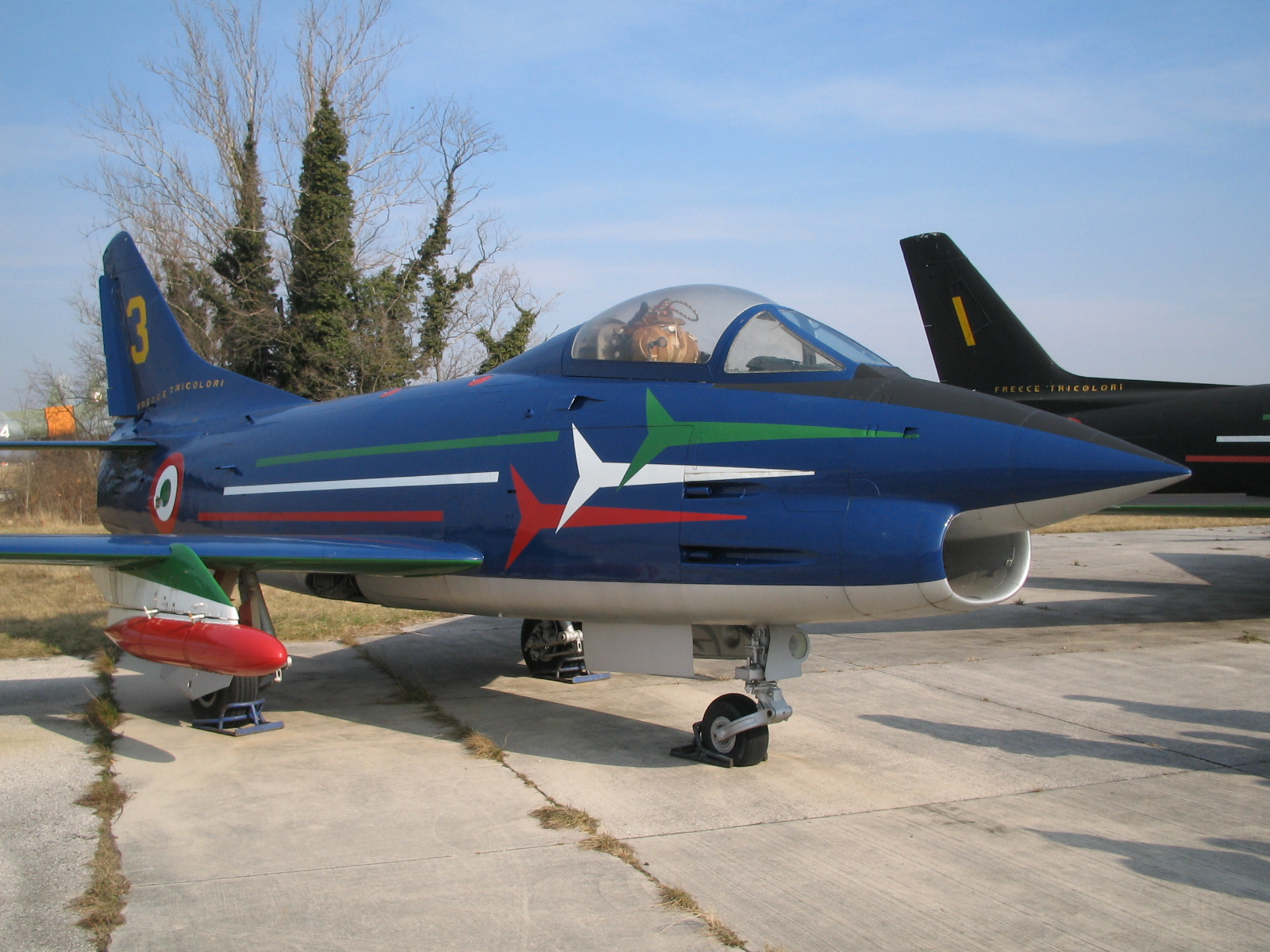
Un G.91PAN delle Frecce Tricolori

## Collezione

### Aerei
| - Aermacchi MB.326H - Antonov An-2 "Colt" - de Havilland FB. MK4 Venom - Douglas DC-3 "Dakota" - Embraer EMB-326 - Fairchild Merlin - Fiat G. 91PAN - Fiat G. 91R - Fiat G. 91T - Fiat G.463A - Fiat G.91T/3 - Fokker Dr.1 (Replica) - Gloster Javelin Faw. Mk9 | - Ilyushin Il-28 "Beagle" - Let L-410 Turbolet - Lockheed F-104G Starfighter - Lockheed T-33A Shooting Star - McDonnell F-4 Phantom II - MiG-15 UTI "Midget" - MiG-17 (Lim-6 bis) "Fresco" - MiG-19 (Shenyang F-6) "Farmer" - MiG-21 MF "Fishbed-J" - MiG-21 PFM "Fishbed-F" - MiG-21 UM "Mongol-B" - MiG-23 BN "Flogger-H" | - North American T-6 Texan - Piaggio P.148 - Piaggio P.166M - PZL TS-8 Bies - PZL Mielec TS-11 Iskra - Republic F-84F Thunderstreak - Republic RF-84F Thunderflash - Saiman 202 - SIAI-Marchetti S.208 - Sukhoi Su-17UM4 "Fitter-K" - Sukhoi Su-7BMK "Fitter-A" - Vought A-7E Corsair II |

### Elicotteri
- Agusta-Bell AB47G2
- Agusta-Bell AB205
- Mil Mi-2 (PZL Swidnik) "Hoplite"
- Mil Mi-9 "Hip-G"

### Armamenti
| - FIAT 6616 - Cannone Bofors 40mm - Cannone Breda 20 mm - Cannone Defa 40 mm - Cannone Flak 88 mm - Cannone inglese da 94 mm | - Carro armato T-55 - Faro da Campo Inglese - Missile SCUD - Pod GP-9 - 20 mm Oerlikon in impianto quadruplo - Radar P-15 | - Sd.Kfz. 251-D - Semovente M15/42 Fiat-Ansaldo - Sistema missilistico SAM 2 - Stazione mobile guidamissili - Torretta Linea Maginot |

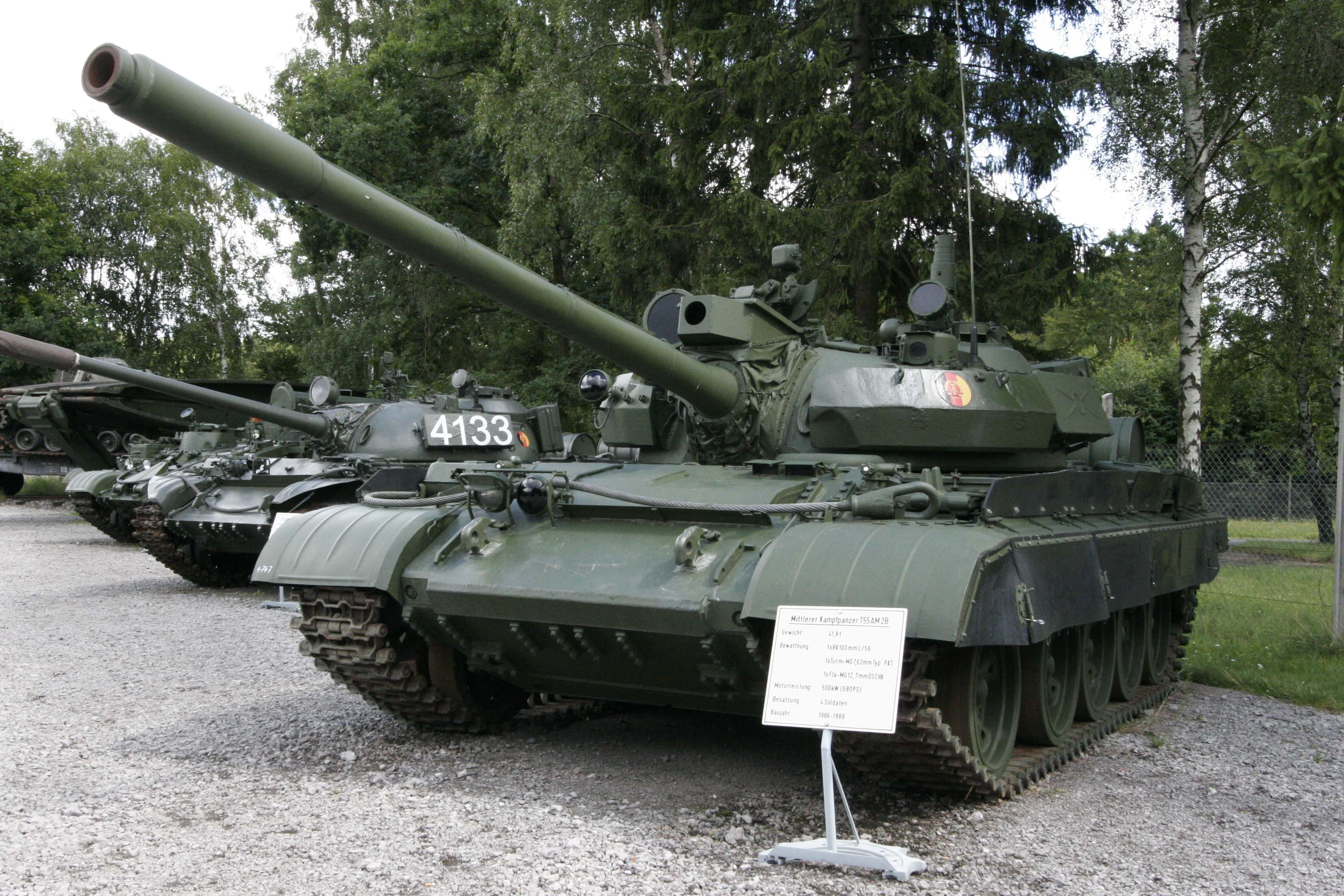
Carro Armato T-55

### Motori
| - Alfa Romeo 110 da 120 CV - Allison J-33A-35 - Continental R-975 - General Electric J79-GE-11A - Klimov - Klimov VK-1F | - Lycoming VO-435 motore boxer 6 cilindri - Pratt & Whitney R-1535-13 WASP - PZL Mielec SO - 3W - PZL Rzeszow/Isotov GTD 350 - Tumanskij R-11 - Walter Minor 6 - III |

### Cabine
- Cabina Antonov An-2
- Cabina elicottero Mil Mi-2

### Divise
| - Abito Talare da Cappellano della Regia Aeronautica. (anni trenta) - Cappotto (Guerra di Spagna 1936-1939) - II Guerra Mondiale - Mantellina per Ufficiali e Sottufficiali della Regia Aeronautica. (anni trenta) - Nuovo tipo di tuta da volo per Piloti dell'A.M.I. - Prima Grande Uniforme invernale per Ufficiali Piloti della R.A. (1924) - Prima Uniforme Ordinaria per Avieri e Graduati di Truppa. (1923) - Tuta da volo "Marus" modificata. (Periodo prebellico) | - Tuta da volo "Marus" più nota come Tuta Atlantica. (Trasvolata 1933) - Tuta da volo delle "Frecce Tricolori". (anni ottanta) - Tuta da volo estiva "Marus" (Diavoli Rossi). (Periodo prebellico) - Tuta da volo in dotazione ai Piloti dell'A.M.I. (Periodo postbellico) - Tuta da volo pressurizzata - Tuta da volo utilizzata dai nostri piloti durante la Guerra del Golfo. (1990) - Uniforme coloniale invernale per Ufficiali della Regia A. (II Guerra M.) - Uniforme del Regio Esercito, Comandante Dirigibilista. (Primi '900) | - Uniforme del tipo "Sahariana". (El Alamein 1942) - Uniforme estiva da "Meharista" (truppa coloniale). (anni trenta) - Uniforme estiva da Cerimonia: Dinner Jaket. (Periodo prebellico) - Uniforme invernale da campo da Ufficiale della Regia Aeronautica. (anni trenta) - Uniforme Ordinaria estiva (spezzato), detta da "guerra". (II Guerra M.) - Uniforme Ordinaria per Avieri e Truppa. (anni trenta) |

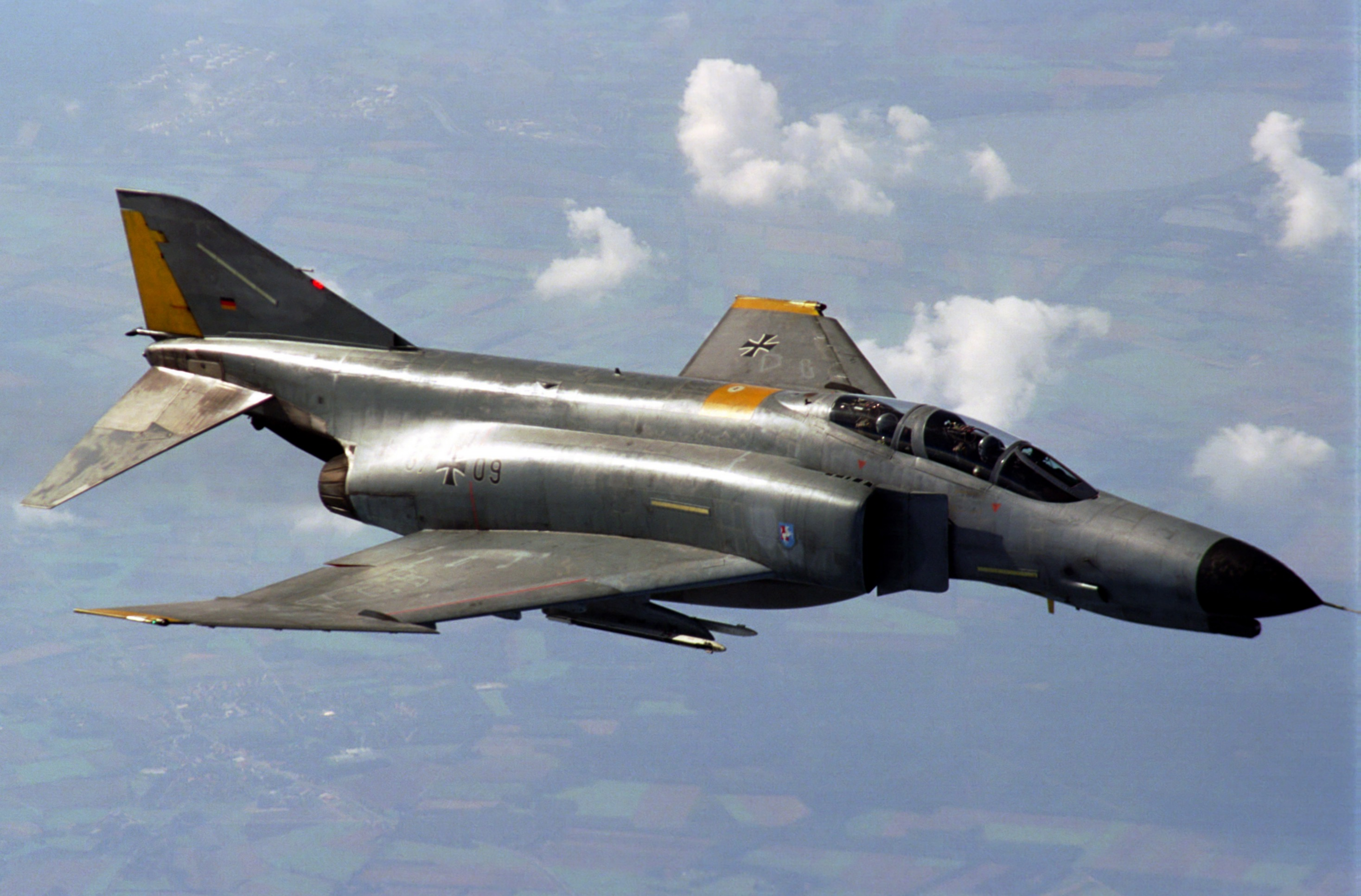
Un F-4F Phantom II della Luftwaffe in volo; ottobre 1997

### Medaglie
| - Gare sportive M.O. - Gen. Zanuso - Gran Croce dell'Ordine della Croce di Ferro con Fronde di Quercia e Spade (Germania II G.M.) - Medaglia d'oro al Valore Aeronautico (Gen. Pellegrino) - Medaglia d'oro del Decennale della Fondazione della R. Aeronautica - Medaglia d'Oro del Ministero della R.A. - Medaglia d'oro del Volo su Trento (Gabriele D'Annunzio) | - Medaglia d'Oro della Trasvolata Atlantica 1931 (Gen. Balbo) - Medaglia d'Oro della Trasvolata Atlantica del Decennale (I. Balbo 1933) - Medaglia del Premio Nobel per la Scienza e la Tecnica (Helsinki 1977) - Onorificenza da Cavaliere di Gran Croce dell'Ordine della Besa - Ordine di Servizio della S.S.Annunziata |